# Северный Китай Тип 19
Северный Китай Тип 19 (北支一九式拳銃) — японский пистолет, производившийся для вооружения офицеров Квантунской армии из-за нехватки стандартных табельных пистолетов Намбу Тип 14. Произведено не больше 100 экземпляров.

## История
После падения Нанкина и захвата значительной части Китая в 1937 - 1938 гг., японские оккупационные силы стали в значительной степени полагаться на промышленную базу на оккупированных территориях для удовлетворения потребности в вооружениях.
Из-за значительных потерь оружия и снабжения, которые уходили на дно вместе с транспортными кораблями, потопленными американскими подводными лодками и авиацией в водах между Японией и Китаем, в 1944 году японское командование приказало развернуть на Северо-Китайском машиностроительном заводе в Пекине производство улучшенной версии пистолета Намбу Тип 14.
До окончания войны было изготовлено не более 100 образцов Тип 19.

## Описание
Несмотря на внешнее сходство с Намбу Тип 14, у них было одно существенное различие в том, что Тип 19 использовал цельный спусковой механизм и раму по сравнению с оригинальной двухкомпонентной конструкцией. Это давало огромную экономию труда, времени обработки и материальных затрат. Несмотря на небольшое утяжеление, Тип 19 получился лучше оригинального Тип 14.